# Grammia achaia
Grammia achaia là một loài bướm đêm thuộc phân họ Arctiinae, họ Erebidae.